# Antti Törmänen
Antti Ilari Törmänen (Espoo, 19 settembre 1970) è un ex hockeista su ghiaccio finlandese.

## Palmarès

### Giocatore

#### Club
- Campionato finlandese: 4

Jokerit: 1991-1992, 1993-1994, 1996-1997, 2001-2002

#### Nazionali

##### Olimpiadi invernali
- 1 medaglia:
  - 1 bronzo (Nagano 1998)

##### Mondiali
- 3 medaglie:
  - 1 oro (Svezia 1995)
  - 2 argenti (Svizzera 1998; Norvegia 1999)

### Allenatore
- Campionato svizzero: 1

Berna: 2012-13